# The Wild Party (musical)
The Wild Party is een Amerikaanse musical uit 2000, die dat jaar zowel in een Broadway-productie als in een Off-Broadway productie in New York te zien was. Beide uitvoeringen zijn gebaseerd op het gedicht The Wild Party van Joseph Moncure March, geschreven in 1928. In september 2008 is een Nederlandse productie van M-Lab in Amsterdam te zien geweest, gebaseerd op de versie van Andrew Lippa. Deze versie is in het kader van M-Lab on tour in september en oktober 2011 opnieuw te zien geweest, nu in 14 theaters in Nederland.

## Broadway Productie van La Chiusa
Michael John LaChiusa en George C. Wolfe schreven het script van deze productie, LaChiusa de tekst en muziek van de songs. Wolfe tekende voor de regie. Na 36 try-outs ging de musical op 13 april 2000 in première in het Virginia Theatre. Op 11 juni 2000 stopte ze, na 68 uitvoeringen. De belangrijkste rollen werden vertolkt door:
- Toni Collette - Queenie
- Mandy Patinkin - Burrs
- Yancey Arias - Black
- Eartha Kitt - Dolores
- Marc Kudisch - Jackie
- Tonya Pinkins - Kate

Deze uitvoering werd genomineerd voor zeven Tony Awards. Colette won de Theatre World Award, die jaarlijks wordt uitgereikt aan acteurs en actrices die debuteren in de New Yorkse theaters.

## Off-Broadway Productie van Lippa
Andrew Lippa schreef het script, de tekst en de muziek van de songs. Gabriel Barre regisseerde deze, die op 24 februari 2000 opende in de Manhattan Theatre Club en stopte na 54 voorstellingen. De belangrijkste rollen werden vertolkt door:
- Julia Murney - Queenie
- Brian D'Arcy James - Burrs
- Idina Menzel - Kate
- Taye Diggs - Black

Deze uitvoering werd genomineerd voor dertien Drama Desk Awards en won er één, voor Outstanding Music. Deze versie van de musical won drie andere minder bekende Amerikaanse theaterprijzen.

## Verschillen tussen beide producties
De twee versies van The Wild Party verschillen van elkaar qua verhaallijnen en muziek. In Lippa's versie draait het verhaal geheel om de liefdesdriehoek (Queenie - Burrs - Black) uit Joseph Moncure Marchs gedicht, terwijl LaChiusa's versie daarnaast meer ruimte geeft aan verhaallijnen van de andere twaalf karakters (bij Lippa zijn dat er minder, sommige karakters komen daar niet voor). In die verhaallijnen worden thema's als racisme, antisemitisme, (bi)seksualiteit en de 'American dream' geïntroduceerd.
De muziek van Lippa is abstracter en niet gerelateerd aan een bepaalde tijdsperiode. De LaChiusa composities sluiten meer aan bij de voorstelling alsmede bij de 'Roaring Twenties' traditie, de tijdsperiode waarin het verhaal zich afspeelt.

## Nederlandse producties
Bij insiders zijn de Amerikaanse producties al bekend. Er was echter twijfel of het Nederlandse publiek warm zou lopen voor deze musical. Dit verandert als in het najaar 2007 op tv en in het theater liedjes uit Lippa's versie van The Wild Party ten gehore worden gebracht en door het publiek worden gewaardeerd:
- Raise the Roof
Anne Stalman tijdens het tv-programma Op zoek naar Evita
- Hij speelt een spel met mij - oorspronkelijk Maybe I like it This Way - vertaling door André Breedland
Suzan Seegers tijdens Op zoek naar Evita
- Niet beter verdien - oorspronkelijk Maybe I like it This Way - vertaling door Petra v.d. Eerden
Maaike Widdershoven tijdens het theaterconcert Musical to the Max
- Wat is dat met haar toch? - oorspronkelijk What Is It About Her - vertaling door Petra v.d. Eerden
Tony Neef en Maaike Widdershoven tijdens Musical to the Max

Vooral de versies van Maybe I like it This Way, in de musical gezongen door Queenie, maken indruk en doen de interesse aanwakkeren voor een Nederlandse uitvoering van deze musical. De Amsterdamse Theaterproducent M-Lab opende het nieuwe theaterseizoen met een Nederlandse uitvoering van deze musical, gebaseerd op Lippa's versie. In september 2008 was The Wild Party te zien in de theaterzaal van M-Lab, die daartoe was omgebouwd tot nachtclub. De belangrijkste rollen waren:
- Lone van Roosendaal - Queenie
- Alex Klaasen - Burrs
- Anouk van Nes - Kate
- Ara Halici - Black

De choreografie was van John Agésilas, de muzikale leiding in handen van Frans Heemskerk en Koen van Dijk tekende voor de vertaling en regie.
Van 16 september t/m 8 oktober 2011 heeft deze musical door Nederland getoerd met Vera Mann als Queenie, Ara Halici als Burrs die de rol van de oververmoeide Klaasen overnam, Ellen Evers als kate en Gino Emnes als Black. Heemskerk en Van Dijk tekenden opnieuw voor muzikale leiding resp. regie, de choreografie was in handen van Carolien Canters.
Ook LaChiusa's versie was voor het eerst te zien in 2008, op 15 en 16 januari, in een studenten-productie van de Rotterdamse Hogeschool voor de Kunsten Codarts, ook in de theaterzaal van M-Lab.

## Verhaal (Lippa versie)
New York, 1928. De ‘perfecte relatie’ van twee artiesten, Queenie, een dansmeisje, en Burrs, een clown, is na een paar jaar behoorlijk bekoeld, de passie heeft plaatsgemaakt voor wantrouwen en verveling.
Om uit deze sleur te komen, organiseert Queenie een feest. Eerst worden de twee andere hoofdpersonen voorgesteld: haar beste vriendin en vroeger rivale Kate, die haar nieuwste vriend Black heeft meegenomen. Daarna passeert een aantal andere flamboyante gasten van het decadente leven uit die tijd de revue: kunstenaars, artiesten, vrijgevochten types en andere aan lager wal geraakte personen, van elke seksuele voorkeur.
Het wordt een feest waar het dak af moet. Mede onder invloed van drank en drugs stijgt de feestvreugde tot ongekende hoogte. Queenie ziet Black wel zitten en omdat ze Burrs jaloers wil maken, maakt ze openlijk avances. Queenie en Burrs zingen samen een nummer uit hun nieuwe show en Black raakt gefascineerd door haar optreden. Kate gaat achter Burrs aan, maar die raakt steeds meer onder invloed en dringt zich op aan een andere vrouw, Mae. Die is daar niet van gediend en het komt hem duur te staan, want Mae's vriend is bokser.
Black komt tussenbeide, het feest gaat verder en transformeert in een orgie. Burrs betrapt Queenie en Black, wordt woedend en haalt een geweer. Na een worsteling valt er een schot en is er onder de vier hoofdrolspelers een dode te betreuren.

## Songs (Lippaversie)
- Queenie Was a Blonde
- Out of the Blue
- What a Party
- Raise the Roof
- Look at Me Now
- Poor Child
- An Old-Fashioned Love Story
- By Now the Room Was Moving
- The Juggernaut
- A Wild, Wild Party
- Two of a Kind
- Maybe I Like It This Way
- What Is It About Her?
- The Life of the Party
- I'll Be Here
- Let Me Drown
- Tell Me Something
- Come with Me
- Jackie's Last Dance
- Make Me Happy
- How Did We Come to This?

'14-'18 · '40-'45 (België) · '40-'45 (Nederland) · De 3 Biggetjes · 3 Musketiers · Aida · Alice in Wonderland · A xXxmas Carola · Anatevka · Assepoester · Belle en het Beest · Billie Holiday · Bloedbroeders · The Bodyguard · Cabaret · Camelot · Cats · Chicago · Ciske de Rat · Cyrano de Bergerac · De Schone van Boskoop · Daens · Dirty Dancing · Doe Maar! · Domino · Doornroosje · Dracula · Drood · Elisabeth · Evita · Fame · De Finale · Flashdance · Foxtrot · Goodbye, Norma Jeane · Grease · Hair · High School Musical · De Jantjes · Jekyll & Hyde · Jersey Boys · Jesus Christ Superstar · Kadanza · De kleine zeemeermin · Koning van Katoren · Kruimeltje · Kuifje: De Zonnetempel · Kunt u mij de weg naar Hamelen vertellen, mijnheer? · The Last Five Years · Lelies · The Lion King · The Little Mermaid · Love Story · Lover of Loser · Mamma Mia! · De man van La Mancha · Mary Poppins · Les Misérables · Miss Saigon · Muerto! · De Muze van Rubens · My Fair Lady · On Your Feet! · Op hoop van Zegen · Oorlogswinter · The Passion · Pauline & Paulette · The Phantom of the Opera · Pinokkio · Red Star Line · Rembrandt · Robin Hood · Romeo en Julia, van Haat tot Liefde · De Rozenoorlog · Shhh...it happens! · Shrek · Soldaat van Oranje · Spring Awakening · De sprookjesmusical Klaas Vaak · Sneeuwwitje · The Sound of Music · Tarzan · Titanic · Turks fruit · Urinetown · De Vliegende Hollander · Wat Zien Ik?! · Wicked · The Wild Party · The Wiz · Wickie de viking de musical
    Portaal Musical